# ثبت کننده اطلاعات ارتباطی
ثبت کننده اطلاعات ارتباطی (انگلیسی: Pen register)
یا ذخیره کننده تماس‌های گرفته شده(dialed number recorder)وسیله ای است که همه شماره‌هایی که یک خط تلفن با آن تماس گرفته را ذخیره می‌کند. این عبارت جدیداً به هر وسیله یا برنامه‌رایانه‌ای اطلاق می‌شود که عملکردهایی شبیه به یک ذخیره کننده تماس‌های گرفته شده دارد مانند برنامه‌هایی که ارتباطات اینترنتی را ثبت می‌کنند.

## اطلاعات گردآوری شده
اطلاعاتی که طبق قوانین مربوط به ثبت اطلاعات ارتباطی ایالات متحده آمریکا تا سال ۲۰۱۴ قابل ذخیره است به شرح زیر است:
تلفن (هوشمند و معمولی)
- شماره‌های گرفته شده
- شماره‌های دریافتی
- زمان برقراری تماس
- اینکه آیا تماس پاسخ داده شده یا به صندوق صوتی رفته‌است.
- طول مدت هر تماس
- محتوای متن پیامک‌های متنی
- ارقامی که بعد از برقراری تماس وارد می‌شود (مثلاً زمانی که با داخلی می‌گیرید یا شماره‌هایی که برای شناسایی در کار بانکی وارد می‌کنید)
- مکان بلادرنگ تلفن همراه با تقریب چند متر

پست الکترونیکی
- اطلاعات عنوان پست الکترونیکی غیر از خط موضوع پیام
- آدرس ایمیل افرادی که به آنها ایمیل ارسال شده‌است.
- آدرس ایمیل افرادی که به فرد ایمیل ارسال کرده‌اند.
- زمانی که هر ایمیل آمده یا ارسال شده
- اندازه هر ایمیلی که آمده یا ارسال شده

اینترنت
- نشانی آی‌پی، درگاه و پروتکل مورد استفاده
- آدرس آی‌پی رایانه ای که با آن تبادل اطلاعات کرده‌اید.
- برچسب زمانی و اندازه اطلاعات تبادل شده اینترنتی
- تحلیل پروتکل ترافیک اینترنتی برای یافتن آدرس یکتای وب‌سایت‌هایی که در مرور شده‌اند، ایمیل‌هایی که ارسال یا خوانده شده‌اند، پیام‌های آنی، مبادله شده و ارسال شده با صفحات دریافت پیام